# Eleição municipal de Embu das Artes em 2024
A eleição municipal da cidade brasileira de Embu das Artes em 2024 ocorreu no dia 6 de outubro com o objetivo de eleger um prefeito, um vice-prefeito e 21 vereadores responsáveis pela administração da cidade no mandato a se iniciar em 1° de janeiro de 2025 e com término em 31 de dezembro de 2028. Nos quatro anos anteriores, o município conseguiu alcançar o cadastro de 200 mil eleitores para esse ano, garantindo um eventual segundo turno. O prefeito titular era Ney Santos, do Republicanos, que não pôde concorrer à reeleição por estar em seu segundo mandato consecutivo.
No primeiro turno, realizado em 6 de outubro, Hugo Prado, candidato pelo Republicanos, foi eleito com 88.411 votos (61,79% dos votos válidos), seguido de Rosângela Santos, candidata pelo PT, que recebeu 52.353 votos (36,59%). Pela Câmara Municipal, Abidan Henrique, do PSB, foi o vereador mais votado da cidade, com 3.875  votos (2,60% dos votos válidos); o partido que teve mais assentos na câmara legislativa foi o Republicanos, com 5 cadeiras.

## Calendário eleitoral
| Início        | Fim           | Atividades | Status    |
| ------------- | ------------- | --- | --------- |
| 7 de março    | 5 de abril    | Janela partidária para vereadores trocarem de partido visando concorrer às eleições sem perder o mandato. | Realizado |
| 6 de abril    | 6 de abril    | Data-limite para todas as legendas e federações partidárias obterem o registro dos estatutos no TSE e para todos os candidatos terem domicílio eleitoral na circunscrição em que desejam disputar as eleições com a filiação deferida pelo partido. | Realizado |
| 15 de maio    | 15 de maio    | Início da campanha de arrecadação prévia de recursos na modalidade de financiamento coletivo para pré-candidatos, sem realização de pedidos de voto e obedecendo a regras relativas à propaganda eleitoral na Internet.                             | Realizado |
| 20 de julho   | 5 de agosto   | Realização de convenções partidárias para deliberar sobre coligações e escolher candidatos às prefeituras e aos cargos de vereador. Os partidos têm até 15 de agosto para registrar os nomes na Justiça Eleitoral.                                  | Realizado |
| 16 de agosto  | 16 de agosto  | Início das campanhas eleitorais de forma igualitária, podendo qualquer publicidade ou manifestação com pedido explícito de voto antes da data ser considerada irregular e multada.                                                                  | Realizado |
| 30 de agosto  | 3 de outubro  | Veiculação da propaganda eleitoral gratuita no rádio e na televisão. | Realizado |
| 6 de outubro  | 6 de outubro  | Realização do primeiro turno das eleições municipais. | Realizado |
| 11 de outubro | 25 de outubro | Veiculação da propaganda eleitoral gratuita no rádio e na televisão para o segundo turno. | Realizado |
| 27 de outubro | 27 de outubro | Realização de um eventual segundo turno nas cidades com mais de 200 mil eleitores em que o candidato a prefeito mais votado não tenha atingido a metade mais um dos votos válidos.                                                                  | Realizado |

## Candidatos à prefeitura
Entre os dias 20 de julho e 5 de agosto, segundo determina a lei eleitoral, os partidos definiram os seus candidatos que estão relacionados na tabela abaixo: 
| Nº | Prefeito(a)  | Prefeito(a)        | Prefeito(a)       | Prefeito(a)       | Vice-prefeito(a) | Vice-prefeito(a) | Vice-prefeito(a) | Vice-prefeito(a)  | Vice-prefeito(a)                         | Coligação Partido(s) | Ref.        |
| Nº | Candidato(a) | Candidato(a)       | Partido Federação | Cargos relevantes | Candidato(a)     | Candidato(a)     | Candidato(a)     | Partido Federação | Cargos relevantes                        | Coligação Partido(s) | Ref.        |
| -- | ------------ | ------------------ | ----------------- | ----------------- | ---------------- | ---------------- | ---------------- | ----------------- | ---------------------------------------- | --- | ----------- |
| 10 |              | Hugo Prado         | Republicanos      | - Administrador   |                  |                  | Dra. Bete        | MDB               | - Fisioterapeuta e terapeuta ocupacional | Para o Embu Continuar Avançando Republicanos, MDB, Avante, PL, PSD, PP, Solidariedade e UNIÃO                                 | [ 7 ] [ 8 ] |
| 13 |              | Rosângela Santos   | PT FE Brasil      | - Administradora  |                  |                  | Gideon Santos    | PSB               | - Vereador de Embu das Artes (2021–2024) | União por Embu das Artes FE Brasil (PT, PCdoB e PV), PSB, Federação PSOL REDE, PODE, PDT, Fed. PSDB Cidadania, PMB e MOBILIZA | [ 7 ] [ 8 ] |
| 25 |              | Antonio Cavalcante | PRD               | - Outros          |                  |                  | Tio Jarbas       | PRD               | - Outros                                 | Sem coligação | [ 7 ] [ 8 ] |

### Indeferida
| Nº | Prefeito  | Prefeito      | Prefeito | Prefeito                      | Vice-prefeita | Vice-prefeita | Vice-prefeita | Vice-prefeita | Vice-prefeita                  | Coligação     | Ref.        |
| Nº | Candidato | Candidato     | Partido  | Cargos relevantes             | Candidata     | Candidata     | Candidata     | Partido       | Cargos relevantes              | Coligação     | Ref.        |
| -- | --------- | ------------- | -------- | ----------------------------- | ------------- | ------------- | ------------- | ------------- | ------------------------------ | ------------- | ----------- |
| 29 |           | David Orlandi | PCO      | - Servidor público aposentado |               |               | Neide Orlandi | PCO           | - Servidora pública aposentada | Sem coligação | [ 7 ] [ 8 ] |

## Resultados

### Prefeito
| Candidato(a) a prefeito(a) | Candidato(a) a prefeito(a) | Candidato(a) a vice-prefeito(a) | Primeiro turno 6 de outubro | Primeiro turno 6 de outubro |
| Candidato(a) a prefeito(a) | Candidato(a) a prefeito(a) | Candidato(a) a vice-prefeito(a) | Votação                     | Votação                     |
| Candidato(a) a prefeito(a) | Candidato(a) a prefeito(a) | Candidato(a) a vice-prefeito(a) | Total                       | Porcentagem                 |
| -------------------------- | -------------------------- | ------------------------------- | --------------------------- | --------------------------- |
|                            | Hugo Prado (Republicanos)  | Dra. Bete (MDB)                 | 88.411                      | 61,79%                      |
|                            | Rosângela Santos (PT)      | Gideon Santos (PSB)             | 52.353                      | 36,59%                      |
|                            | Antônio Cavalcante (PRD)   | Tio Jarbas (PRD)                | 2.156                       | 1,51%                       |
|                            | David Orlandi (PCO)        | Neide Orlandi (PCO)             | 172                         | 0,12%                       |
| Total de votos válidos     | Total de votos válidos     | Total de votos válidos          | 142.920                     | 87,21%                      |
| Votos em branco            | Votos em branco            | Votos em branco                 | 8.722                       | 5,32%                       |
| Votos nulos                | Votos nulos                | Votos nulos                     | 12.069                      | 7,36%                       |
| Total                      | Total                      | Total                           | 163.883                     | 79,07%                      |
| Abstenções                 | Abstenções                 | Abstenções                      | 43.373                      | 20,93%                      |
| Total de eleitores aptos   | Total de eleitores aptos   | Total de eleitores aptos        | 207.256                     | 207.256                     |
| Total de seções: 634       |                            |                                 |                             |                             |

### Vereadores eleitos
| Candidato(a) | Candidato(a)              | Partido      | Votos | Votos |
| Candidato(a) | Candidato(a)              | Partido      | Total | %     |
| ------------ | ------------------------- | ------------ | ----- | ----- |
|              | Abidan Henrique           | PSB          | 3.875 | 2,60% |
|              | Índio Silva               | Republicanos | 3.835 | 2,57% |
|              | Betinho Souza             | Republicanos | 3.581 | 2,40% |
|              | Ricardo Almeida           | Republicanos | 3.225 | 2,16% |
|              | Rochinha                  | Avante       | 3.171 | 2,13% |
|              | Juneca                    | MDB          | 2.907 | 1,95% |
|              | Dedé                      | Republicanos | 2.834 | 1,90% |
|              | Professora Sandra Manente | Republicanos | 2.742 | 1,84% |
|              | Aline Santos              | MDB          | 2.705 | 1,81% |
|              | Boblel Castilho           | MDB          | 2.637 | 1,77% |
|              | Zé do Piscinão            | PP           | 2.613 | 1,75% |
|              | Vanessa da Saúde          | UNIÃO        | 2.324 | 1,56% |
|              | Diego Paixão              | PODE         | 2.282 | 1,53% |
|              | Abel Arantes              | PSB          | 2.274 | 1,52% |
|              | Gustavo do Rancho         | PSD          | 2.201 | 1,48% |
|              | Léo Novais                | PL           | 2.194 | 1,47% |
|              | Alexandre Campos          | Avante       | 2.054 | 1,38% |
|              | Gideon Santos Junior      | PV           | 1.961 | 1,31% |
|              | Carlinhos do Embu         | PL           | 1.679 | 1,13% |
|              | João Paulo Rabada         | UNIÃO        | 1.670 | 1,12% |
|              | Uriel Biazin              | PT           | 1.470 | 0,99% |